# New Berlin (Illinois)
New Berlin és una població dels Estats Units a l'estat d'Illinois. Segons el cens del 2000 tenia 1.030 habitants.

## Demografia
Segons el cens del 2000, New Berlin tenia 1.030 habitants, 428 habitatges, i 296 famílies. La densitat de població era de 358,3 habitants/km².
Dels 428 habitatges en un 32,7% hi vivien nens de menys de 18 anys, en un 58,4% hi vivien parelles casades, en un 8,2% dones solteres, i en un 30,8% no eren unitats familiars. En el 28,5% dels habitatges hi vivien persones soles l'11,9% de les quals corresponia a persones de 65 anys o més que vivien soles. El nombre mitjà de persones vivint en cada habitatge era de 2,41 i el nombre mitjà de persones que vivien en cada família era de 2,94.
Per edats la població es repartia de la següent manera: un 25,3% tenia menys de 18 anys, un 7,1% entre 18 i 24, un 31,6% entre 25 i 44, un 21,5% de 45 a 60 i un 14,6% 65 anys o més.
L'edat mediana era de 36 anys. Per cada 100 dones de 18 o més anys hi havia 90,3 homes.
La renda mediana per habitatge era de 41.635 $ i la renda mediana per família de 50.139 $. Els homes tenien una renda mediana de 35.417 $ mentre que les dones 22.614 $. La renda per capita de la població era de 19.313 $. Aproximadament el 4% de les famílies i el 5,8% de la població estaven per davall del llindar de pobresa.

## Poblacions més properes
El següent diagrama mostra les poblacions més properes.